# 印刻文學
印刻文學是一間臺灣出版公司，2003年成立，創辦人兼總編輯為詩人初安民。

## 出版概要
印刻文學主要發行INK印刻文學生活誌，書籍出版方向以文學為最主要，包括但不限於生活、經濟、人文、財經等著作。
歷年主辦「全國台灣文學營」，協辦「台積電文學賞」及出版相關文集。

## 外部參考
- 印刻舒讀網 （页面存档备份，存于）